# ブルールミナス
ブルールミナスは、リベラグループのフェリー部門を統括する持株会社であるブルーオーシャンが所有し、同グループの津軽海峡フェリーが運航するフェリー。

## 概要
ブルードルフィン2の代船として内海造船瀬戸田工場で建造され、2020年1月9日に進水した。
船名はコーポレートカラーの「ブルー」に、輝きと明るいという意味の「ルミナス」を合わせ、利用客や津軽海峡エリアに明るい未来をもたらすという意味をこめたものとなっている。トイレ客室ともにバリアフリーに対応している。
2025年8月に定期運航から引退、防衛省のPFI用船船舶に転用予定

### 就航航路
津軽海峡フェリー
- 青森港 - 函館港（津軽海峡ロード）

本船就航後は4隻とも同型船となる。